# Judo la Jocurile Olimpice de vară din 2024

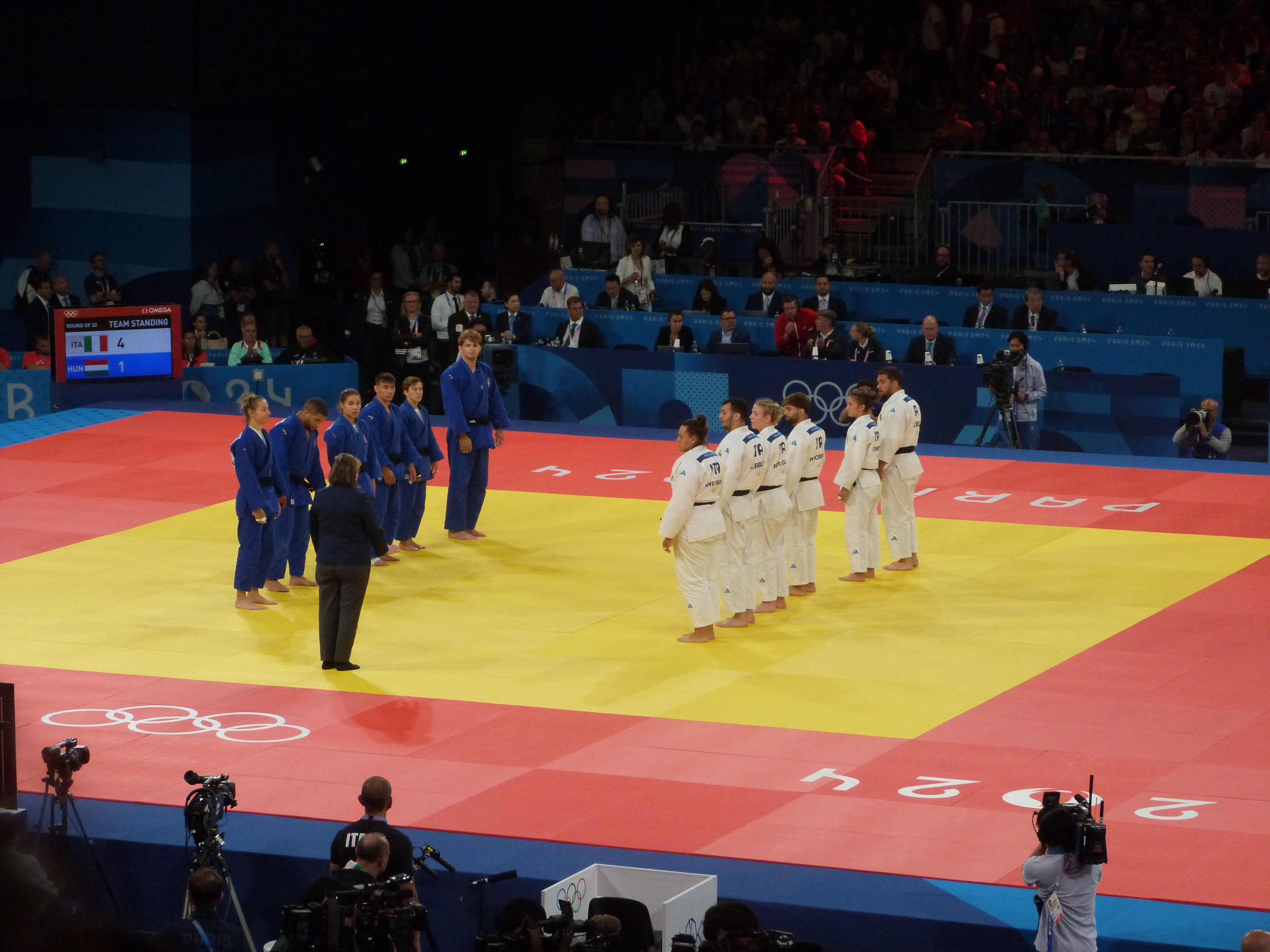
Meciul Italia - Ungaria

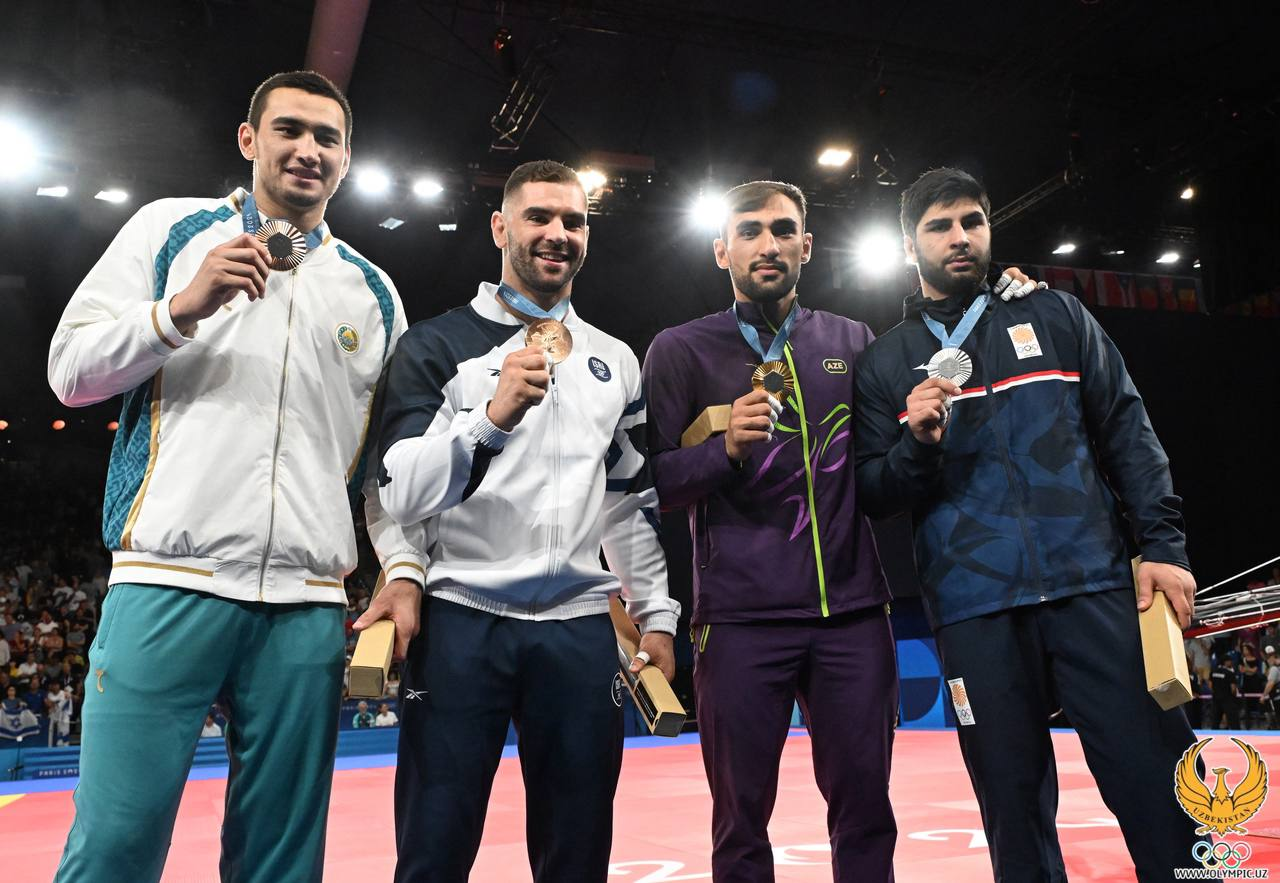
Medaliați la 100 kg

Probele sportive de judo la Jocurile Olimpice de vară din 2024 s-au desfășurat în perioada 27 iulie–3 august 2024 la Grand Palais Éphémère din Paris. Sportivii au fost împărțiți în 14 categorii de greutate: șapte pentru bărbați și șapte pentru femei, la care s-a adăugat o probă pe echipe.

## Medaliați

### Masculin
| Probă                | Aur                                  | Argint                             | Bronz                                    |
| 60 kg detalii        | Yeldos Smetov · Kazahstan (KAZ)      | Luka Mkheidze · Franța (FRA)       | Ryuju Nagayama · Japonia (JPN)           |
| 60 kg detalii        | Yeldos Smetov · Kazahstan (KAZ)      | Luka Mkheidze · Franța (FRA)       | Francisco Garrigós · Spania (ESP)        |
| 66 kg detalii        | Hifumi Abe · Japonia (JPN)           | Willian Lima · Brazilia (BRA)      | Gusman Kyrgyzbayev · Kazahstan (KAZ)     |
| 66 kg detalii        | Hifumi Abe · Japonia (JPN)           | Willian Lima · Brazilia (BRA)      | Denis Vieru · Republica Moldova (MDA)    |
| 73 kg detalii        | Hidayet Heydarov · Azerbaidjan (AZE) | Joan-Benjamin Gaba · Franța (FRA)  | Adil Osmanov · Republica Moldova (MDA)   |
| 73 kg detalii        | Hidayet Heydarov · Azerbaidjan (AZE) | Joan-Benjamin Gaba · Franța (FRA)  | Soichi Hashimoto · Japonia (JPN)         |
| 81 kg detalii        | Takanori Nagase · Japonia (JPN)      | Tato Grigalașvili · Georgia (GEO)  | Lee Joon-hwan · Coreea de Sud (KOR)      |
| 81 kg detalii        | Takanori Nagase · Japonia (JPN)      | Tato Grigalașvili · Georgia (GEO)  | Somon Makhmadbekov · Tadjikistan (TJK)   |
| 90 kg detalii        | Lasha Bekauri · Georgia (GEO)        | Sanshiro Murao · Japonia (JPN)     | Maxime-Gaël Ngayap Hambou · Franța (FRA) |
| 90 kg detalii        | Lasha Bekauri · Georgia (GEO)        | Sanshiro Murao · Japonia (JPN)     | Theodoros Tselidis · Grecia (GRE)        |
| 100 kg detalii       | Zelym Kotsoiev · Azerbaidjan (AZE)   | Ilia Sulamanidze · Georgia (GEO)   | Peter Paltchik · Israel (ISR)            |
| 100 kg detalii       | Zelym Kotsoiev · Azerbaidjan (AZE)   | Ilia Sulamanidze · Georgia (GEO)   | Muzaffarbek Turoboyev · Uzbekistan (UZB) |
| peste 100 kg detalii | Teddy Riner · Franța (FRA)           | Kim Min-jong · Coreea de Sud (KOR) | Temur Rakhimov · Tadjikistan (TJK)       |
| peste 100 kg detalii | Teddy Riner · Franța (FRA)           | Kim Min-jong · Coreea de Sud (KOR) | Alisher Yusupov · Uzbekistan (UZB)       |

### Feminin
| Probă               | Aur                                   | Argint                                   | Bronz                               |
| 48 kg detalii       | Natsumi Tsunoda · Japonia (JPN)       | Bavuudorjiin Baasankhüü · Mongolia (MGL) | Shirine Boukli · Franța (FRA)       |
| 48 kg detalii       | Natsumi Tsunoda · Japonia (JPN)       | Bavuudorjiin Baasankhüü · Mongolia (MGL) | Tara Babulfath · Suedia (SWE)       |
| 52 kg detalii       | Diyora Keldiyorova · Uzbekistan (UZB) | Distria Krasniqi · Kosovo (KOS)          | Larissa Pimenta · Brazilia (BRA)    |
| 52 kg detalii       | Diyora Keldiyorova · Uzbekistan (UZB) | Distria Krasniqi · Kosovo (KOS)          | Amandine Buchard · Franța (FRA)     |
| 57 kg detalii       | Christa Deguchi · Canada (CAN)        | Huh Mi-mi · Coreea de Sud (KOR)          | Haruka Funakubo · Japonia (JPN)     |
| 57 kg detalii       | Christa Deguchi · Canada (CAN)        | Huh Mi-mi · Coreea de Sud (KOR)          | Sarah-Léonie Cysique · Franța (FRA) |
| 63 kg detalii       | Andreja Leški · Slovenia (SLO)        | Prisca Awiti Alcaraz · Mexic (MEX)       | Clarisse Agbegnenou · Franța (FRA)  |
| 63 kg detalii       | Andreja Leški · Slovenia (SLO)        | Prisca Awiti Alcaraz · Mexic (MEX)       | Laura Fazliu · Kosovo (KOS)         |
| 70 kg detalii       | Barbara Matić · Croația (CRO)         | Miriam Butkereit · Germania (GER)        | Michaela Polleres · Austria (AUT)   |
| 70 kg detalii       | Barbara Matić · Croația (CRO)         | Miriam Butkereit · Germania (GER)        | Gabriella Willems · Belgia (BEL)    |
| 78 kg detalii       | Alice Bellandi · Italia (ITA)         | Inbar Lanir · Israel (ISR)               | Ma Zhenzhao · China (CHN)           |
| 78 kg detalii       | Alice Bellandi · Italia (ITA)         | Inbar Lanir · Israel (ISR)               | Patrícia Sampaio · Portugalia (POR) |
| peste 78 kg detalii | Beatriz Souza · Brazilia (BRA)        | Raz Hershko · Israel (ISR)               | Kim Ha-yun · Coreea de Sud (KOR)    |
| peste 78 kg detalii | Beatriz Souza · Brazilia (BRA)        | Raz Hershko · Israel (ISR)               | Romane Dicko · Franța (FRA)         |

### Echipe
| Probă          | Aur | Argint | Bronz |
| Echipe detalii | Franța (FRA) · Shirine Boukli · Joan-Benjamin Gaba · Amandine Buchard · Walide Khyar · Sarah-Léonie Cysique · Luka Mkheidze · Clarisse Agbegnenou · Alpha Oumar Djalo · Marie-Ève Gahié · Maxime-Gaël Ngayap Hambou · Romane Dicko · Aurélien Diesse · Madeleine Malonga · Teddy Riner | Japonia (JPN) · Uta Abe · Hifumi Abe · Haruka Funakubo · Soichi Hashimoto · Natsumi Tsunoda · Ryuju Nagayama · Saki Niizoe · Sanshiro Murao · Miku Takaichi · Takanori Nagase · Aaron Wolf · Rika Takayama · Akira Sone · Tatsuru Saito | Brazilia (BRA) · Daniel Cargnin · Leonardo Gonçalves · Willian Lima · Rafael Macedo · Guilherme Schimidt · Rafael Silva · Larissa Pimenta · Ketleyn Quadros · Rafaela Silva · Beatriz Souza |
| Echipe detalii | Franța (FRA) · Shirine Boukli · Joan-Benjamin Gaba · Amandine Buchard · Walide Khyar · Sarah-Léonie Cysique · Luka Mkheidze · Clarisse Agbegnenou · Alpha Oumar Djalo · Marie-Ève Gahié · Maxime-Gaël Ngayap Hambou · Romane Dicko · Aurélien Diesse · Madeleine Malonga · Teddy Riner | Japonia (JPN) · Uta Abe · Hifumi Abe · Haruka Funakubo · Soichi Hashimoto · Natsumi Tsunoda · Ryuju Nagayama · Saki Niizoe · Sanshiro Murao · Miku Takaichi · Takanori Nagase · Aaron Wolf · Rika Takayama · Akira Sone · Tatsuru Saito | Coreea de Sud (KOR) · Lee Hye-kyeong · Kim Won-jin · Jung Ye-rin · An Ba-ul · Huh Mi-mi · Kim Ji-su · Lee Joon-hwan · Han Ju-yeop · Yoon Hyun-ji · Kim Ha-yun · Kim Min-jong                |

## Clasament pe medalii
| Loc   | Țară              | Aur | Argint | Bronz | Total |
| ----- | ----------------- | --- | ------ | ----- | ----- |
| 1     | Japonia           | 3   | 2      | 3     | 8     |
| 2     | Franța            | 2   | 2      | 6     | 10    |
| 3     | Azerbaidjan       | 2   | –      | –     | 2     |
| 4     | Georgia           | 1   | 2      | –     | 3     |
| 5     | Brazilia          | 1   | 1      | 2     | 4     |
| 6     | Uzbekistan        | 1   | –      | 2     | 3     |
| 7     | Kazahstan         | 1   | –      | 1     | 2     |
| 8     | Canada            | 1   | –      | –     | 1     |
| 8     | Croația           | 1   | –      | –     | 1     |
| 8     | Italia            | 1   | –      | –     | 1     |
| 8     | Slovenia          | 1   | –      | –     | 1     |
| 12    | Coreea de Sud     | –   | 2      | 3     | 5     |
| 13    | Israel            | –   | 2      | 1     | 3     |
| 14    | Kosovo            | –   | 1      | 1     | 2     |
| 15    | Germania          | –   | 1      | –     | 1     |
| 15    | Mexic             | –   | 1      | –     | 1     |
| 15    | Mongolia          | –   | 1      | –     | 1     |
| 18    | Republica Moldova | –   | –      | 2     | 2     |
| 18    | Tadjikistan       | –   | –      | 2     | 2     |
| 20    | Austria           | –   | –      | 1     | 1     |
| 20    | Belgia            | –   | –      | 1     | 1     |
| 20    | China             | –   | –      | 1     | 1     |
| 20    | Grecia            | –   | –      | 1     | 1     |
| 20    | Portugalia        | –   | –      | 1     | 1     |
| 20    | Suedia            | –   | –      | 1     | 1     |
| 20    | Spania            | –   | –      | 1     | 1     |
| Total | Total             | 15  | 15     | 30    | 60    |